# Pōtatau Te Wherowhero
Pōtatau Te Wherowhero (1770/1800 – Ngaruawahia, 25 giugno 1860) è stato re dei Māori dal 1858 al 1860. Inizialmente era conosciuto come Te Wherowhero e prese il nome di Pōtatau dopo che fu proclamato re, nel 1858.

## Primi anni
Wherowhero era il figlio maggiore di Te Rauangaanga, che apparteneva alla linea principale degli Ngāti Mahuta e fu un importante leader di guerra prima e durante le guerre del moschetto del 1807-1845. Quando Te Wherowhero nacque, verso la fine del XVIII secolo, suo padre era appena diventato il principale capo di guerra delle tribù di Waikato. Te Rauangaanga sconfisse una più grande forza costiera di Tainui e Taranaki di circa 7000 guerrieri guidati dal capo degli Ngāti Toa Pikauterangi nella battaglia di Hingakaka, vicino a Ohaupo. La madre di Wherowhero, Te Parengaope, era figlia di un capo di Ngāti Koura, un hapū (sottotribù) di Waikato. Wherowhero discendeva dai capitani delle canoe Tainui e della Te Arawa, che si dice abbiano portato i Maori in Nuova Zelanda.
Wherowhero crebbe in un periodo di relativa pace per le tribù di Waikato, in seguito alla vittoria di suo padre sugli Ngāti Toa alla battaglia di Hingakaka. Gli vennero insegnati i costumi tradizionali, prima da suo padre e poi presso la Te Papa-o-Rotu, la whare wananga (scuola di conoscenza) di Waikato a Whatawhata. Visse a Kaitotehe Pa, sulla riva occidentale del fiume Waikato, alla base delle colline Hākarimata e di fronte al villaggio di Taupiri, situato sull'altra sponda. Aveva quattro mogli: Whakaawi, Raharaha, Waiata e Ngawaero. I suoi figli includevano Matutaera Tāwhiao, Te Paea Tiaho, Makareta Te Otaota e Tiria. Alcuni storici affermano che gli ultimi due potrebbero essere la stessa persona.
Quando il suo compagno Te Uira, capo degli Ngāti Mahuta, uccise un uomo dell'iwi Ngāti Toa, e fu poi ucciso per vendetta da una spedizione di Ngāti Toa guidata da Te Rauparaha, Te Wherowhero si unì a suo padre nell'attaccare gli Ngāti Toa a Kāwhia.
Quando Marore, una moglie di Te Rauparaha, era in visita a parenti a Waikato per una tangihanga, un funerale tradizionale, verso il 1820, Te Wherowhero istigò Te Rangi-moe-waka perché la uccidesse. Dopo una serie di uccisioni per vendetta, Te Wherowhero guidò 3 000 guerrieri di Waikato e Ngati Maniapoto per un attacco via terra su Kāwhia, mentre 1 500 dei loro alleati da Whaingaroa attaccarono per via marittima. Insieme sconfissero gli Ngāti Toa a Te Kakara, vicino al lago Taharoa, e i Waikawau, a sud di Tirua Point. Te Rauparaha e gli Ngāti Toa furono quindi assediati a Te Arawi, vicino al porto di Kāwhia. Alcuni degli assedianti di Waikato e Maniapoto non volevano vedere sterminato gli Ngāti Toa, quindi fu loro permesso di lasciare il loro territorio a Kāwhia e migrare verso il nord di Taranaki.
Te Thatowherhero guidò un grande esercito a Taranaki, in parte per perseguire gli Ngāti Toa e in parte per salvare Peehi Tukorehu, un capo Ngāti Maniapoto, il cui partito di guerra fu assediato dalle tribù Taranaki a Pukerangiora, sul fiume Waitara. Sebbene non sia mai stato costretto a ritirarsi, subì ingenti perdite negli assedi che a volte non ebbero successo. All'inizio del 1822 le forze di Waikato subirono una pesante sconfitta per mano degli Ngāti Toa e dei loro alleati a Motunui, nel nord di Taranaki. Anche Wherowhero fu quasi ucciso quando rifiutò di ritirarsi e abbandonare il corpo di un capo Waikato ucciso. L'intervento di Te Rauparaha lo salvò ma successivamente dovette ingaggiare un numero di capi nemici in combattimento singolo, armato solo con un attrezzo da scavo. Alla fine il suo popolo tornò e ne seguì una tregua negoziata.
Quell'anno Wherowhero tornò nel Waikato in tempo per prendere il comando di una difesa senza successo della sua tribù a Matakitaki (Pirongia) contro gli Ngāpuhi, armati di moschetti e condotti da Hongi Hika, durante la loro grande furia attraverso l'Isola del Nord del periodo 1818-1823. Il popolo di Waikato si stabilì più a sud del loro territorio abituale per diversi anni, nel timore di ulteriori attacchi da parte degli Ngāpuhi. Wherowhero viveva a Orongokoekoea, lungo il corso superiore del fiume Mokau, dove sua moglie Whakaawi diede alla luce il loro figlio Tāwhiao. Nel 1823 fece pace con gli Ngāpuhi e il popolo di Waikato si ristabilì nella sua terra avita. Nel momento in cui Ngāpuhi riapparve nella zona, circa dieci anni dopo, il popolo di Waikato aveva acquistato dei moschetti e poté quindi difendersi con successo.
Nel 1831 Te Wherowhero condusse un'immensa guerra contro i Taranaki e uccise molte centinaia di persone della tribù Ngatiawa, le cui terre più di dieci anni dopo rivendicò per diritto di conquista.
Nel 1836 Te Wherowhero fece pace con le tribù Taranaki. Ciò accadde in un momento in cui i missionari stavano avendo un maggiore impatto sugli iwi del Waikato. Lo stesso Wherowhero frequentava regolarmente i servizi religiosi ma non fu mai battezzato.
Il coinvolgimento dei Waikato, o più specificamente degli Ngāti Maniapoto, nella guerra di Taranaki contro le forze governative negli anni 1860 può essere fatto risalire alla lunga serie di attacchi di Te Wherowhero contro gli iwi Taranaki e Te Āti Awa. Te Wherowhero in una fase dichiarò che i Te Āti Awa erano schiavi che vivevano lì solo per la sua sofferenza ma che era pronto a mettere fine a ogni interesse per la terra quando gli furono versate 250 sterline. Keenan sostiene che Te Wherowhero non occupò mai la terra dei Te Āti Awa abbastanza a lungo da costituire un diritto di possesso secondo la tradizione consuetudinaria dei Maori. I Te Āti Awa non abbondarono interamente la loro terra, mantenendo così i loro diritti di occupazione. Durante le ultime fasi della guerra a Taranaki vi fu il coinvolgimento dei guerrieri di Waikato nel portare cibo e materiali bellici (piombo e polvere da sparo) che permisero ai guerrieri di Taranaki di continuare a combattere nelle zone sterili, umide e inospitali.

## Trattato e influenza con Gray
Nel marzo del 1840 Te Wherowhero viveva ad Awhitu, nel Manukau occidentale. Il capitano William Symonds portò una copia del trattato di Waitangi a Manukau perché i capi firmassero ma Te Wherowhero rifiutò. Tuttavia si dimostrò amichevole nei confronti del governo coloniale e non contrario alla presenza dei Pākehā (coloni bianchi) nelle aree da lui controllate. Inizialmente Te Wherowhero favorì gli arrivi dei Pākehā nel suo territorio. Una sua figlia, Tiria, sposò il commerciante John Kent.
Nel maggio del 1844 Te Wherowhero ospitò un grande raduno intertribale a Remuera, vicino a Auckland, con l'intento di impressionare il governatore Robert FitzRoy con il potere dei Maori settentrionali. Successivamente fu ricevuto alla Government House di Auckland e trattato con grande distinzione da Fitzroy. Te Wherowhero costruì una casa a Pukekawa, nell'odierno Auckland Domain, e assistette a molte discussioni e negoziati sull'attuazione del trattato.
Inizialmente le tribù di Waikato accettarono di vendere le loro terre ai coloni. Wherowhero vendette alcune terre tribali intorno a Manukau. Tuttavia, nel 1846, protestò con veemenza con la regina Vittoria a proposito di un editto che affermava la terra non effettivamente occupata o coltivata dai Maori dovesse essere considerata proprietà della Corona.
Tra il 1847 e il 1852 il governatore George Grey organizzò di fondare un certo numero di villaggi militari a Howick, Panmure, Otahuhu e Onehunga per 861 soldati britannici in pensione, chiamati fencibles, e le loro famiglie. Nell'aprile del 1849 Te Wherowhero firmò un accordo con il governatore per fornire ad Auckland protezione militare alle basi dei fencibles. 121 Ngati Mahuta - originari di Tamahere, ora nella periferia meridionale di Hamilton, aveva ufficiali britannici ma usava proprie armi. La terra che gli era stata data da Gray era di 80 acri e 80 lotti di cinque acri l'uno a Mangere. Altri capi che firmarono l'accordo furono Kati, Nopora, Kahawai, Ponku, Te Tauke, Rewaite, Hankapanga, Te Katea e Rameka Kiaki. Essi avrebbero potuto essere chiamati per la difesa, se si fosse reso necessario, dopo la violenta rivolta dei Maori sotto Hōne Heke e Kawiti. Grey aveva appreso l'importanza di avere il supporto dei kapaapa - i Maori che si erano schierati con la Corona - durante quella campagna per ristabilire la legge e l'ordine e affermare l'autorità del governo. Durante l'attacco del 1851 ad Auckland di circa 350-450 Ngati Paoa, un reggimento britannico, i fencibles Onehunga e la HMS Fry, difesero Auckland a Mechanics Bay con gli Ngati Mahuta che non recitarono alcuna parte.
Sebbene non abbia mai ceduto la sovranità alla Corona britannica, Te Wherowhero ebbe un buon rapporto con i primi governatori generali della Nuova Zelanda, in particolare con George Grey.
Man mano che altri coloni arrivarono in Nuova Zelanda, dai primi anni 1850, Te Wherowhero divenne meno amichevole con i Pākehā. Ciò era dovuto, almeno in parte, alla natura di questi arrivi nelle terre di Waikato. I coloni spesso invadevano le terre tribali dei Maori senza alcuna giurisdizione formale o acquisto consensuale o donazione.

## Re dei Māori

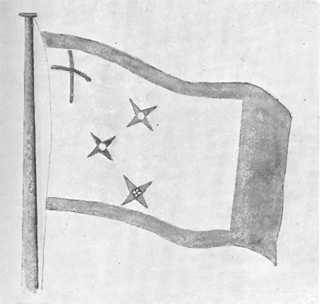
La bandiera issata a Ngāruawāhia per la proclamazione di Pōtatau Te Wherowhero come re dei Māori, disegnata nel 1863.

Nei primi anni 1850, si sviluppò un movimento a favore dell'istituzione di una monarchia Māori. Questo mirava a unire il popolo per agire come contrappeso alla monarchia britannica. Il movimento voleva soprattutto fermare la vendita e l'alienazione della terra dei nativi al governo dei Pākehā.
Matene Te Whiwhi viaggiò in tutta la Nuova Zelanda alla ricerca di un capo di alto rango che fosse disposto a diventare re. Iwikau Te Heuheu Tukino III, di Ngati Tuwharetoa, suggerì di avvicinare Te Wherowhero e la sua scelta fu sostenuta da Wiremu Tamihana, di Ngati Haua. Pōtatau, allora anziano, espresse una riluttanza iniziale, ma durante un incontro svoltosi a Rangiriri nell'aprile del 1857 accettò la nomina. Nel giugno del 1858 si insediò come re a Ngaruawahia.
Pōtatau desiderava continuare a lavorare in cooperazione con il governo britannico ma molti dei suoi seguaci adottarono una posizione molto più indipendente. A poco a poco le due parti si polarizzarono e cinque anni dopo gli scontri culminarono in una guerra.

## Morte
Pòtatau morì a Ngaruawahia il 25 giugno 1860. Fu sepolto sul monte Taupiri, una montagna vicino alla sua residenza reale di Ngaruawahia. Gli succedette suo figlio Tāwhiao.